# La Pierre lancée
Pour plus de détails, voir Fiche technique et Distribution.
La Pierre lancée (titre original : Feldobott kő) est un film hongrois, réalisé  en 1968 par Sándor Sára et sorti en 1969.

## Synopsis
Budapest en 1950. Un fils de cheminot est admis à l'École supérieure des arts dramatiques et du cinéma. Mais cette perspective lui est brutalement ôtée au motif que son père, entré en disgrâce auprès des autorités politiques, est arrêté pour  faute professionnelle. Le jeune homme est alors formé comme géomètre puis envoyé dans le centre de la plaine hongroise pour participer, sur le terrain, à la mise en chantier de la réforme agraire. En compagnie d'un jeune communiste grec, il use de patience et de force de conviction afin d'expliquer aux paysans, plutôt réticents, la nécessité de transformations à la campagne. Toutefois, les méthodes autoritaires et brutales des représentants du pouvoir central conduisent à l'échec de ces tentatives. L'insuccès se renouvelle dans un village tzigane pour les mêmes raisons... Un témoignage des difficultés et des drames de la collectivisation des terres en Hongrie.

## Fiche technique
- Titre original : Feldobott kö
- Titre français : La Pierre lancée
- Réalisation et photographie : Sándor Sára, film noir et blanc
- Scénario : Sándor Csoóri, Ferenc Kósa et S. Sára
- Musique : András Szöllösy
- Décors : László Duba
- Pays de production :  Hongrie
- Année de réalisation : 1968
- Genre : Film dramatique

## Distribution
- Lajos Balázsovits : Balázs, le fils de cheminot
- Todor Todorov : Illias, le jeune grec
- János Pásztor : le père
- Katalin Berek : la mère
- József Bihary : le grand-père
- Nadesda Kazassian : Irini

## Commentaire
Écrit en collaboration avec Ferenc Kósa, réalisateur des Dix mille soleils, La Pierre lancée revêt un fort caractère autobiographique. C'est le premier film, réussi, d'un des plus importants directeurs de la photographie hongroise des années 1960-70. « Dans l'esprit du poème d'Endre Ady, auquel il empruntait son titre ("La pierre que tu lances retombe sur terre..."), Sára dénonçait le passé récent et proclamait son amour pour la terre hongroise. (...) Plutôt que les dialogues, c'étaient les visages qui faisaient comprendre que si le pays était divisé par la méfiance, les clans ennemis partageaient la même haine des étrangers, que ceux-ci fussent des immigrants grecs, ou de ces gitans dont la franchise simple exprimait en fin de compte le point de vue de Sára lui-même. » (Mira et Antonin Liehm, Les Cinémas de l'Est, Éditions du Cerf, 1989)